# Simulium erimoense
Simulium erimoense är en tvåvingeart som först beskrevs av Ono 1980.  Simulium erimoense ingår i släktet Simulium och familjen knott. Inga underarter finns listade i Catalogue of Life.